# Turistická stezka Okolo Nidy
Turistická stezka Okolo Nidy, litevsky Pėsčiųjų maršrutas Aplink Nidą, je okružní turistická trasa a také naučná stezka po obvodu města Nida v okrese/městě Neringa na Kuršské kose v Klajpėdském kraji v Litvě.

## Popis stezky
Značená stezka představuje velkou rozmanitost místní krajiny, přírody a historie a vede také Národním parkem Kuršská kosa. Lze spatřit břehy a pláže Baltského moře a Kuršského zálivu, mys Parnidžio ragas, nahlédnout do rezervace Grobšto gamtinis rezervatas, procházet se lesy, pouští, spatřit výhledy na dunu Parnidžio kopa, bývalý zajatecký tábor Mirties slėnis (Údolí smrti) z 19. století, archeologickou lokalitu Starověká osada v Nidě (Nidos senovės gyvenvietė), bývalou školu kluzákového létání (Nidos sklandymo mokykla) aj. Délka trasy je asi 9 km.

## Galerie

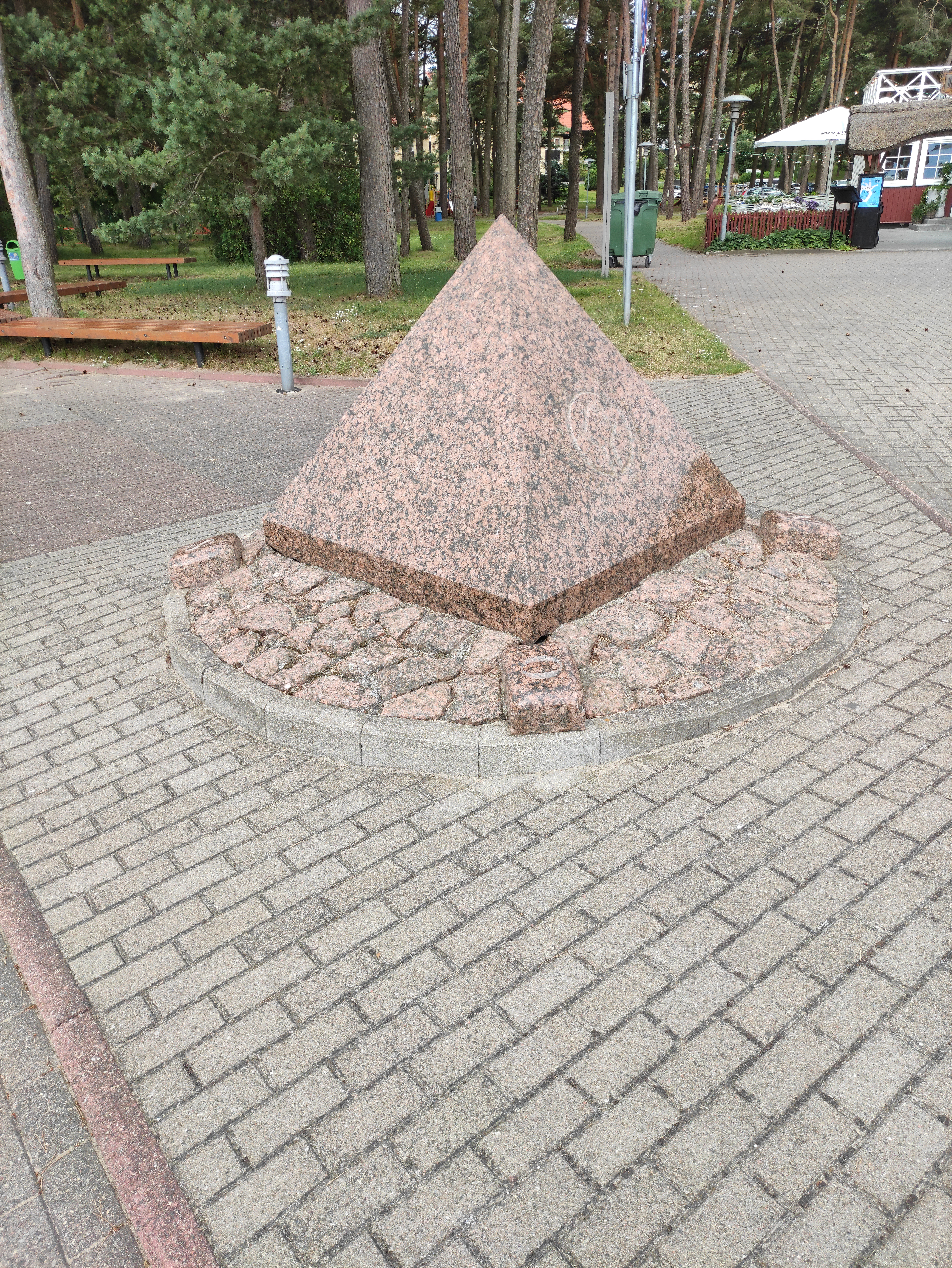
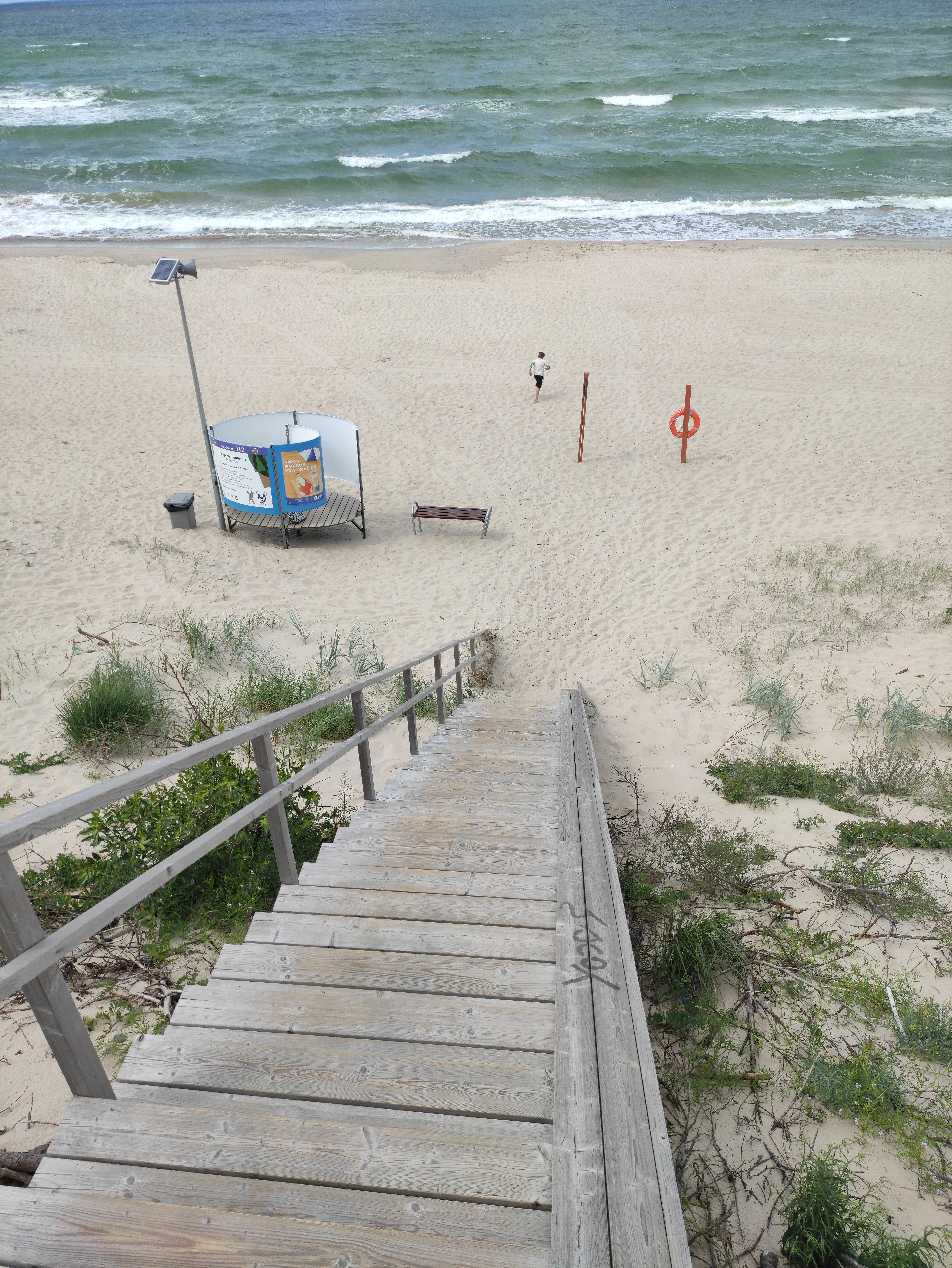
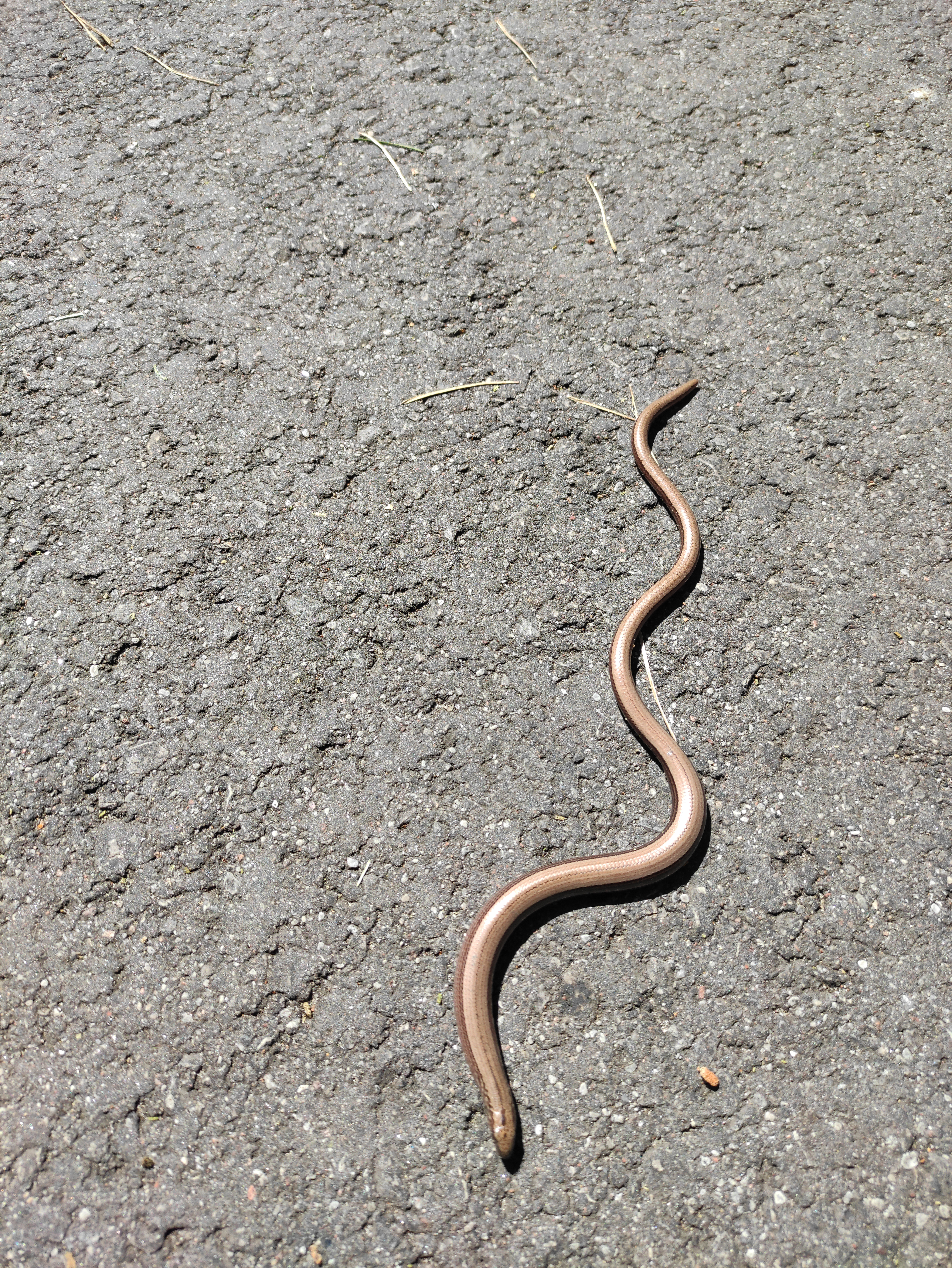
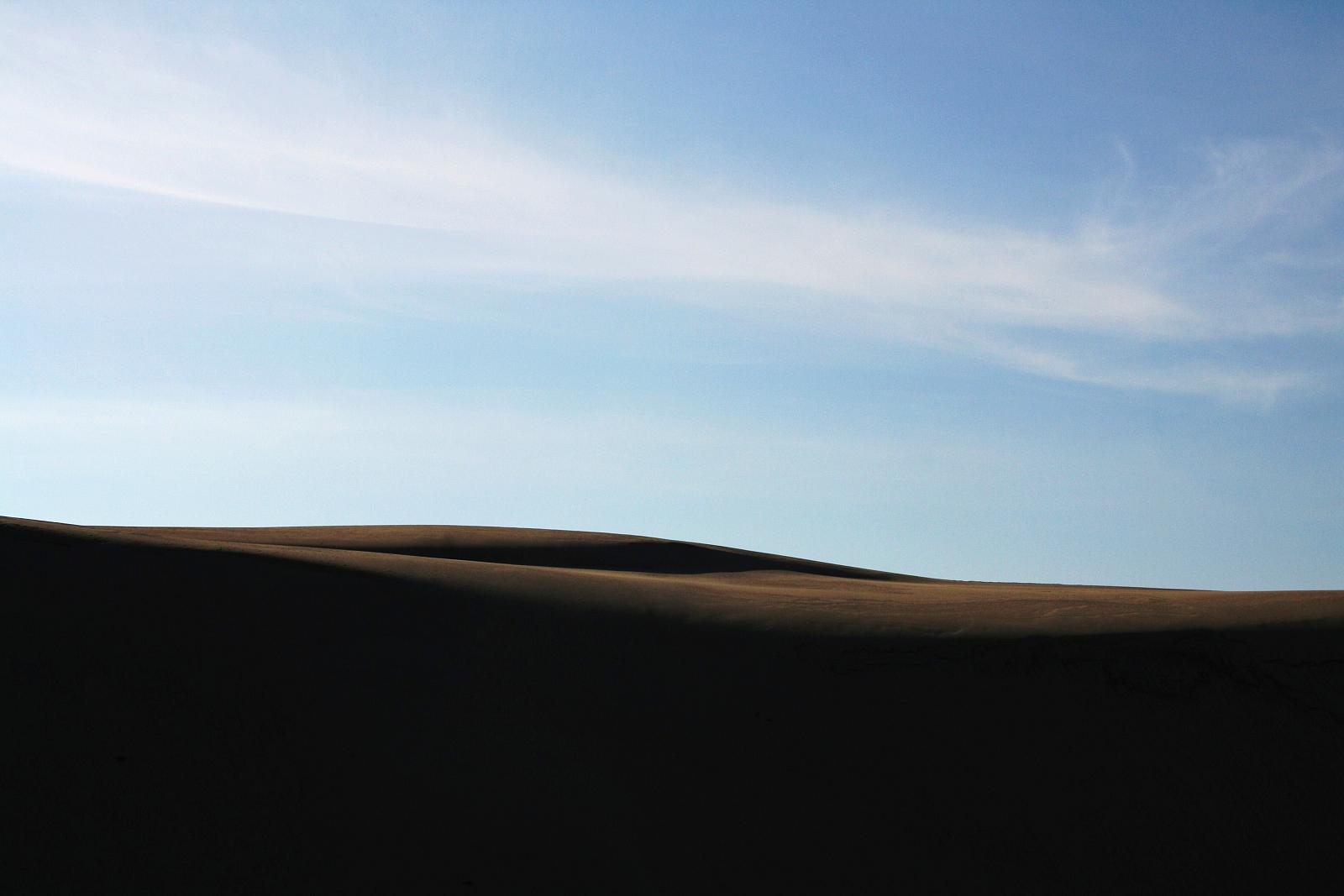
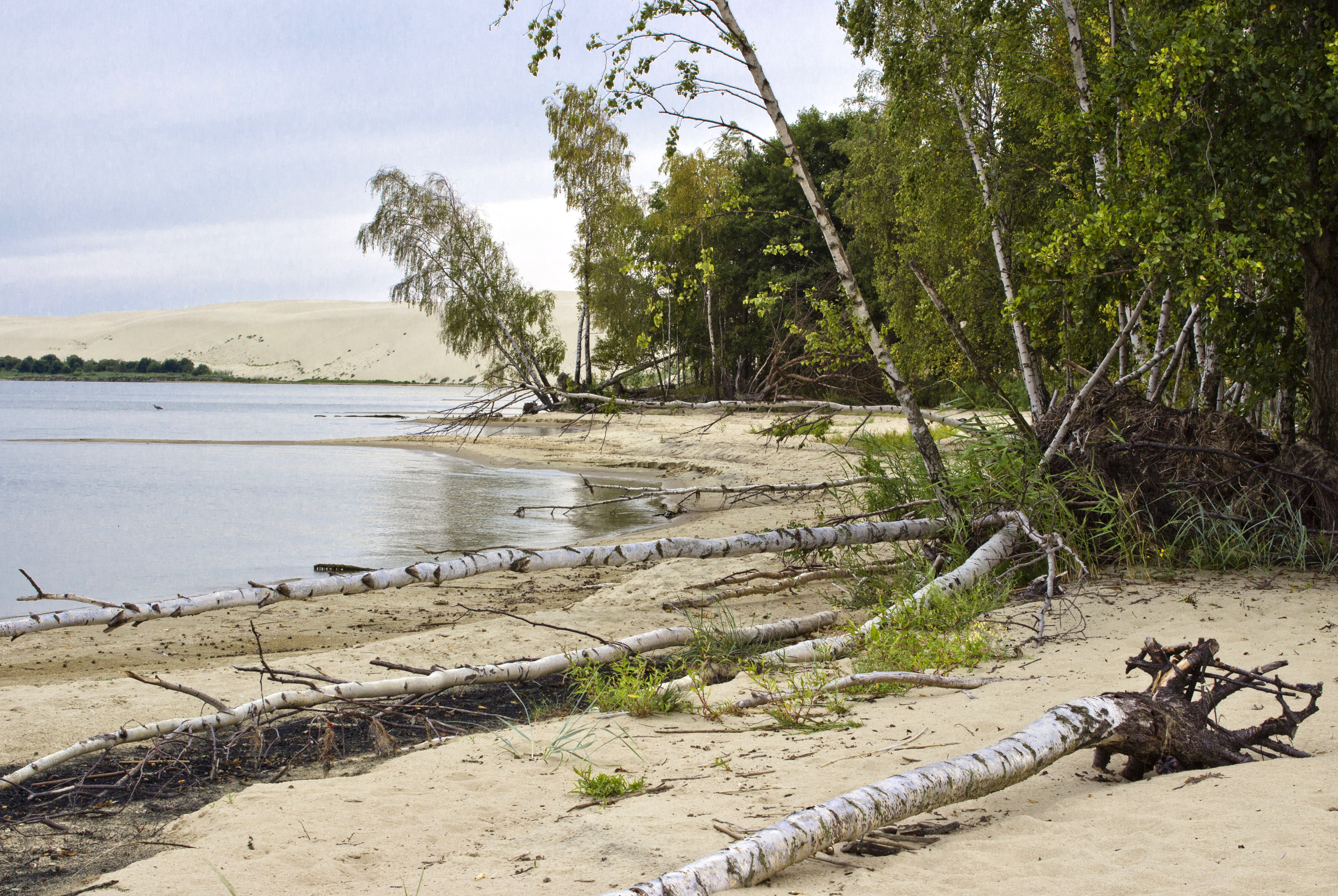
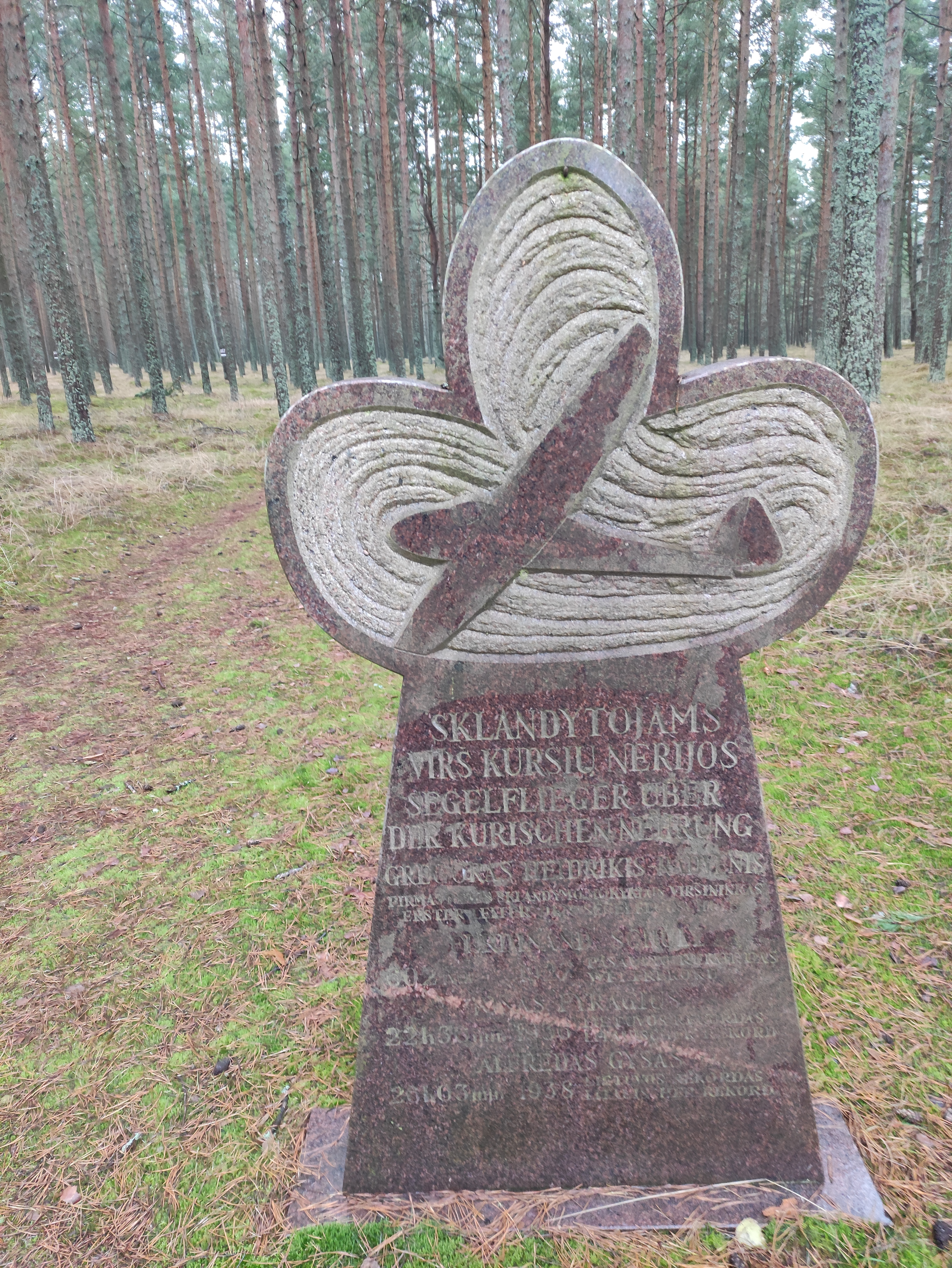
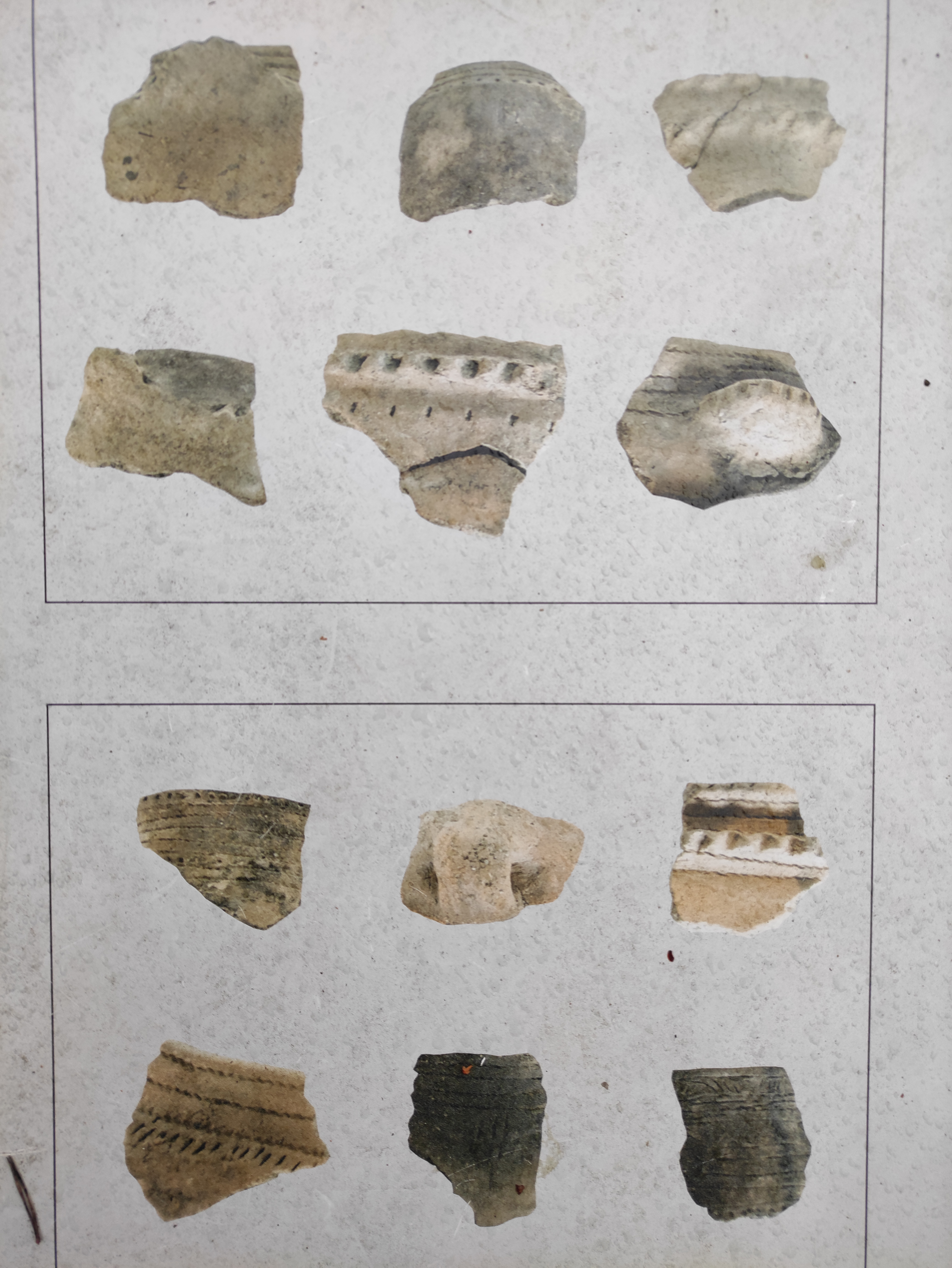